# Feliks Brzozowski

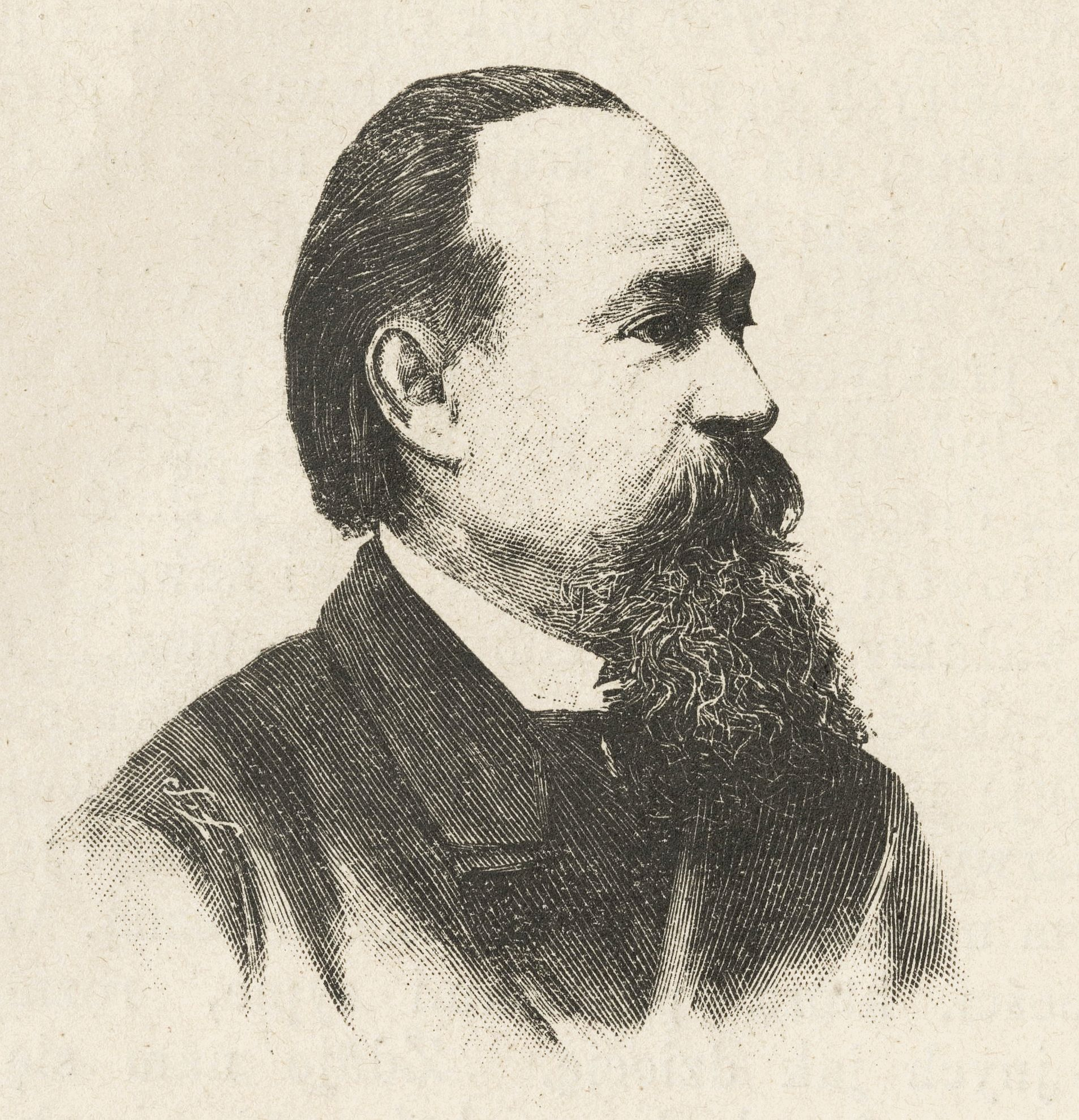
Holzschnitt von Józef Łoskoczyński

Feliks Brzozowski (* 1836 in Warschau; † 1892, ebenda) war ein polnischer Maler und Illustrator des Naturalismus. 

## Leben und Werk
Brzozowski studierte Kunst an der Akademie der Bildenden Künste Warschau bei Christian Breslauer. Er widmete sich der Landschaftsmalerei, insbesondere Waldszenen, Gebirgsszenen, Burgen und Schlösser. Seine Arbeiten stellte er bei Gesellschaft der Freunde der Schönen Künste in Krakau, der Gesellschaft zur Förderung der Schönen Künste Warschau etc. aus. Seine Werke wurden auch in den illustrieren Blättern seiner Zeit gedruckt, unter anderem im Tygodnik Illustrowany, Biesiada Literacka oder im Kłosy.